# Jakub Juráň
Jakub Juráň (* 8. října 1993, Otrokovice) je český fotbalový obránce, hráč moravského klubu FC Viktoria Otrokovice.

## Klubová kariéra
S fotbalem začínal v 5 letech v moravském klubu FC Viktoria Otrokovice. V sezóně 2011/12 se propracoval do A-týmu. Po sezóně 2014/15 slavil se Otrokovicemi postup do Moravskoslezské fotbalové ligy.

## MSFL zápasy
| Sezona    | Zápasy | Góly | Žluté karty | Červené karty | Odehrané minuty |
| --------- | ------ | ---- | ----------- | ------------- | --------------- |
| 2015/2016 | 30     | 2    | 10          | 0             | 2700            |
| 2016/2017 | 23     | 3    | 9           | 1             | 2014            |
| Celkem    | 53     | 5    | 19          | 1             | 4714            |